# Miriam Stockley
Miriam Arlene Stockley (ur. 15 kwietnia 1962 w Johannesburgu) – brytyjska wokalistka, znana jako artystka sesyjna oraz wokalistka grupy Adiemus.

## Życiorys

### Wczesne lata i płytowy debiut
Urodziła się w Republice Południowej Afryki, gdzie mieszkała do końca lat 70. W wieku 11 lat założyła wraz z siostrą Avryl zespół Stockley Sisters, który nagrał kilka lokalnych przebojów, głównie coverów. W 1979 wydała swój pierwszy album Miriam Stockley który był dostępny wówczas tylko na terenie RPA. Pod koniec lat 70. rodzina przeniosła się do Londynu.

### Dalszy rozwój kariery
Stockley została artystką sesyjną i studyjną, do czego predestynowały ją unikalne predyspozycje: szeroka skala głosu, unikalna barwa, zdolność do śpiewu etnicznego (nabyta w rodzinnym kraju). Współpracowała przy tworzeniu reklam telewizyjnych i radiowych, których nagrała kilkaset. Uczestniczyła w nagrywaniu albumów studyjnych wielu wykonawców, m.in.: Tiny Turner, Freddiego Mercury’ego, George’a Michaela i jako wokal wspierający na trasach koncertowych. 20 kwietnia 1992 wzięła udział w tym charakterze podczas koncertu The Freddie Mercury Tribute Concert – mającym na celu oddanie hołdu zmarłemu wokaliście grupy Queen, Freddiemu Mercuremu.
W roku 1995 stała się główną wokalistką projektu muzycznego Adiemus. Wielośladowa rejestracja głosu, śpiew tonalny w wielu oktawach oraz przy użyciu różnych barw głosu połączona z monumentalną muzyką dały efekt, który przełożył się na sukces komercyjny. Pierwsza płyta Adiemus, Songs Of Sanctuary dotarła do pierwszych miejsc rankingu płyt z muzyką poważną w Wielkiej Brytanii, a otwierający płytę utwór Adiemus dotarł na listy przebojów.
Stockley po nagraniu 4 płyt z Adiemus odeszła z projektu rozpoczynając karierę solową. Od 2009 roku dołączyła do projektu muzycznego Aomusic.

## Życie prywatne
Miriam Stockley jest żoną Roda Houisona, producenta i inżyniera dźwięku (z którym współpracowała zawodowo). Para ma dwoje dzieci: Carly i Leigh Brandona.

## Dyskografia

### ZAdiemus
- Songs Of Sanctuary (1995)[4]
- Adiemus II – Cantata Mundi (1997)[5]
- Adiemus III – Dances Of Time (1998)[6]
- Adiemus IV – The Eternal Knot (2000)[7]

### Solo
- Miriam Stockley (1979)[8]
- Miriam (1999)[9]
- Second Nature (2003)[10]
- Eternal (2006)[11]
- The World in a Voice (2011)[12]

### Z Aomusic
- Twirl (2009)
- ... and Love Rages on! (2011)
- Hokulea (2013)
- Asha (2017)

### Jako artysta towarzyszący
- Hanoi Rocks – Back to Mystery City (1983; „Until I Get You”)[13]
- Nik Kershaw – Radio Musicola (1986)[14]
- Roger Daltrey – Can’t Wait to See the Movie (1987)[15]
- Freddie Mercury & Montserrat Caballé – Barcelona (1988; „The Golden Boy”)[16]
- Elaine Paige – The Queen Album (1988)[17]
- Alphaville – Romeos (1989)
- Sonia – Can’t Forget You (1989)
- Brian May – Back to the Light (1992)[18]
- Eloy – The Tides Return Forever (1994; „Company of Angels”)[19]
- Queen – Made in Heaven (1995)[20]
- Mike Oldfield – The Art in Heaven Concert (2000; „Moonlight Shadow”)[21]
- Atlantis vs Avatar – „Fiji” (2000)
- Queen: The Freddie Mercury Tribute Concert DVD (2002)[22]
- The Lord Of The Rings: The Fellowship Of The Ring – The Complete Recordings (2005)[23]
- Skylanders: Spyro’s Adventure (gra video, 2011)